# Guvernul Ilie Verdeț (2)
Guvernul Ilie Verdeț (2) a fost un consiliu de miniștri care a guvernat România în perioada 29 martie 1980 - 20 mai 1982.

## Componența
- Prim-ministru al Guvernului

Ilie Verdeț (29 martie 1980 - 20 mai 1982)

### Vicepreședinți ai Consiliului de Miniștri
- Prim-viceprim-ministru al Guvernului

Elena Ceaușescu (29 martie 1980 - 20 mai 1982)
- Prim-viceprim-ministru al Guvernului

Gheorghe Oprea (29 martie 1980 - 20 mai 1982)
- Prim-viceprim-ministru al Guvernului

Ion Dincă (29 martie 1980 - 20 mai 1982)
- Viceprim-ministru al Guvernului

Angelo Miculescu (29 martie 1980 - 18 septembrie 1981)
- Viceprim-ministru al Guvernului

Janos Fazekas (29 martie 1980 - 20 mai 1982)
- Viceprim-ministru al Guvernului

Paul Niculescu-Mizil (29 martie 1980 - 26 martie 1981)
- Viceprim-ministru al Guvernului

Nicolae Constantin (29 martie 1980 - 20 mai 1982)
- Viceprim-ministru al Guvernului

Cornel Burtică (29 martie 1980 - 20 mai 1982)
- Viceprim-ministru al Guvernului

Ion Pățan (29 martie 1980 - 20 mai 1982)
- Viceprim-ministru al Guvernului

Nicolae Constantin (29 martie 1980 - 20 mai 1982)
- Viceprim-ministru al Guvernului

Ion Ioniță (29 martie 1980 - 20 mai 1982)
- Viceprim-ministru al Guvernului

Cornelia Filipaș (29 martie 1980 - 20 mai 1982)
- Viceprim-ministru al Guvernului

Virgil Trofin (29 martie 1980 - 7 septembrie 1981)
- Viceprim-ministru al Guvernului

Emilian Dobrescu (26 martie 1981 - 20 mai 1982)
- Viceprim-ministru al Guvernului

Emil Bobu (5 ianuarie - 20 mai 1982)

### Miniștri
- Ministrul de interne

George Homoștean (29 martie 1980 - 20 mai 1982)
- Ministrul de externe

Ștefan Andrei (29 martie 1980 - 20 mai 1982)
- Ministrul justiției

Ioan Ceterchi (29 martie 1980 - 23 ianuarie 1982)
Gheorghe Chivulescu (23 ianuarie - 20 mai 1982)
- Ministrul apărării naționale

Constantin Olteanu (29 martie 1980 - 20 mai 1982)
- Președintele Comitetului de Stat al Planificării (cu rang de ministru)

Nicolae Constantin (29 martie 1980 - 26 martie 1981)
Emilian Dobrescu (26 martie 1981 -  20 mai 1982)
- Ministrul finanțelor

Paul Niculescu Mizil (29 martie 1980 - 26 martie 1981)
Petre Gigea (26 martie 1981 - 20 mai 1982)
- Ministerul industriei metalurgice

Neculai Agachi (29 martie 1980 - 20 mai 1982)
- Ministrul industriei chimice

Gheorghe Caranfil (29 martie 1980 - 20 mai 1982)
- Ministrul minelor, petrolului și geologiei

Virgil Trofin (29 martie 1980 - 7 septembrie 1981)
- Ministrul minelor

Ion Lăzărescu (7 septembrie 1981 - 20 mai 1982)
- Ministrul petrolului

Gheorghe Vlad (7 septembrie 1981 - 20 mai 1982)
- Ministrul geologiei

Ion Folea (7 septembrie 1981 - 20 mai 1982)
- Ministrul energiei electrice

Gheorghe Cioară (29 martie 1980 - 26 martie 1981)
Trandafir Cocârlă (26 martie 1981 - 20 mai 1982)
- Ministrul economiei forestiere și materialelor de construcții

Ioan Florea (29 martie 1980 - 20 mai 1982)
- Ministrul construcțiilor industriale

Dumitru Popa (29 martie 1980 - 20 mai 1982)
- Ministrul industriei construcțiilor de mașini

Ioan Avram (29 martie 1980 - 20 mai 1982)
- Ministrul industriei de mașini-unelte, electrotehnică și electronică

Gheorghe Petrescu (7 septembrie 1981 - 20 mai 1982)
- Ministrul industriei ușoare

Lina Ciobanu (29 martie 1980 - 20 mai 1982)
- Ministrul agriculturii și industriei alimentare

Angelo Miculescu (29 martie 1980 - 18 septembrie 1981)
Ion Teșu (18 septembrie 1981 - 20 mai 1982)
- Ministrul comerțului interior

Ana Mureșan (29 martie 1980 - 20 mai 1982)
- Ministrul comerțului exterior și cooperării economice internaționale

Cornel Burtică (29 martie 1980 - 20 mai 1982)
- Ministrul Aprovizionării Tehnico-Materiale și Controlului Gospodăririi Fondurilor Fixe

Ion Pățan (29 martie 1980 - 20 mai 1982)
- Ministrul transporturilor și telecomunicațiilor

Vasile Bulucea (29 martie 1980 - 20 mai 1982)
- Ministrul turismului și sportului

Emil Drăgănescu (29 martie 1980 - 8 martie 1982)
Ion Tudor (8 martie - 20 mai 1982)
- Ministrul sănătății

Eugeniu Gh. Proca (29 martie 1980 - 20 mai 1982)
- Ministrul muncii

Emil Bobu (29 martie 1980 - 21 februarie 1981)
Maxim Berghianu (21 februarie 1981 - 20 mai 1982)
- Ministrul educației și învățământului

Aneta Spornic (29 martie 1980 - 28 aprilie 1982)
Ion Teoreanu (28 aprilie - 20 mai 1982)
- Ministrul pentru Problemele Tineretului (în calitate de prim-secretar al C.C. al U.T.C.)

Pantelimon Găvănescu (29 martie 1980 - 20 mai 1982)

### Miniștri secretari de stat
- Ministru secretar de stat la Ministerul de Interne și șef al Departamentului Securității Statului

Tudor Postelnicu (29 martie 1980 - 20 mai 1982)
- Ministru secretar de stat la Ministerul de Externe

Aurel Duma (29 martie 1980 - 20 mai 1982)
- Ministru secretar de stat la Ministerul Agriculturii și Industriei Alimentare, Șef al Departamentului Industriei Alimentare

Maxim Berghianu (29 martie 1980 - 26 martie 1981)
Marin Capisizu (26 martie 1981 - 20 mai 1982)
- Ministru secretar de stat la Ministerul Agriculturii și Industriei Alimentare

Ion Teșu (3 octombrie 1980 - 18 septembrie 1981)
- Ministru secretar de stat la Ministerul Aprovizionării Tehnico-Materiale și Controlului Gospodăririi Fondurilor Fixe

Richard Winter (29 martie 1980 - 20 mai 1982)
- Ministru secretar de stat la Ministerul Industriei Construcțiilor de Mașini

Gheorghe Petrescu (29 martie 1980 - 7 septembrie 1981)
- Ministru secretar de stat la Ministerul Construcțiilor Industriale

Ion Stănescu (29 martie 1980 - 16 martie 1981)
- Ministru secretar de stat la Ministerul Industriei Chimice

Ion Stănescu (16 martie - 25 august 1981)
- Ministru secretar de stat la Ministerul Industriei Ușoare

Laurean Tulai (7 aprilie 1981 - 20 mai 1982)
- Ministru secretar de stat la Ministerul Comerțului Exterior și Cooperării Economice Internaționale

Dumitru Bejan (29 martie 1980 - 20 mai 1982)
- Ministru secretar de stat la Ministerul Comerțului Exterior și Coooperării Economice Internaționale

Alexandru Mărgăritescu (29 martie 1980 - 15 mai 1982)
- Ministru, șeful Departamentului pentru Construcții în Străinătate

Ion Stănescu (25 august 1981 - 20 mai 1982)
- Președintele Consiliului Culturii și Educației Socialiste

Suzana Gâdea (29 martie 1980 - 20 mai 1982)
- Președintele Consiliului Național pentru Știință și Tehnologie (cu rang de ministru)

Elena Ceaușescu (8 aprilie 1980 - 20 mai 1982)
- Prim-vicepreședintele Consiliului Național pentru Știință și Tehnologie (cu rang de ministru)

Ioan Ursu (29 martie 1980 - 20 mai 1982)
- Ministru secretar de stat la Consiliul Național pentru Știință și Tehnologie

Mihail Florescu (29 martie 1980 - 26 martie 1981)
Gheorghe Cioară (26 martie 1981 - 20 mai 1982)
- Președintele Comitetului pentru Problemele Consiliilor Populare (cu rang de ministru)

Ludovic Fazekas (29 martie 1980 - 20 mai 1982)
- Prim-vicepreședinte al Comitetului pentru Problemele Consiliilor Populare (cu rang de ministru)

Cornel Onescu (29 martie 1980 - 20 mai 1982)
- Prim-vicepreședinte al Comitetului de Stat al Planificării (cu rang de ministru secretar de stat)

Petre Preoteasa (29 martie 1980 - 20 mai 1982)
- Președintele Comitetului de Stat pentru Prețuri (cu rang de ministru secretar de stat)

Gheorghe Gaston Marin (29 martie 1980 - 20 mai 1982)
- Prim-vicepreședinte al Consiliului Organizării Economico-Sociale (cu rang de ministru secretar de stat)

Mihai Marinescu (29 martie 1980 - 20 mai 1982)
- Președintele Consiliului Național al Apelor (cu rang de ministru)

Ion Iliescu (29 martie 1980 - 20 mai 1982)
- Președintele Comitetului de Stat pentru Energie Nucleară (cu rang de ministru)

Cornel Mihulecea (29 martie 1980 - 20 mai 1982)
- Președintele Uniunii Naționale a Cooperativelor Agricole de Producție (cu rang de ministru)

Vasile Marin (29 martie 1980 - 20 mai 1982)
- Președintele Consiliului Central al Uniunii Generale a Sindicatelor din România (cu rang de ministru)

Gheorghe Pană (29 martie 1980 - 20 mai 1982)
- Președintele Consiliului de Cordonare a Producției de Larg Consum (cu rang de ministru)

Janos Fazekas (29 martie 1980 - 20 mai 1982)
- Președintele Consiliului pentru Coordonarea și Îndrumarea Activității de Aprovizionare și Prestare de Servicii către Populație (cu rang de ministru)

Cornelia Filipaș (29 martie 1980 - 20 mai 1982)
- Președintele Consiliului Superior al Educației și Învățământului (cu rang de ministru)

Ștefan Voitec (9 mai 1980 - 20 mai 1982)
- Președintele Departamentului Cultelor (cu rang de ministru)

Ion Roșianu (29 martie 1980 - 20 mai 1982)

## Sursa
- Stelian Neagoe - "Istoria guvernelor României de la începuturi - 1859 până în zilele noastre - 1995" (Ed. Machiavelli, București, 1995)
- Rompres Arhivat în 11 februarie 2007, la Wayback Machine.

| Precedat(ă) de: Guvernul Ilie Verdeț (1) | Guvernul Ilie Verdeț (2) 29 martie 1980 - 20 mai 1982 | Succedat(ă) de: Guvernul Constantin Dăscălescu (1) |